# Knud Bode
Knud Bode (28. mart 1808 - 24. novembar 1879) je bio norveški slikar poznat po pejsažima.

## Biografija
Rođen je u Rogalandu (Norveška). Kao dečak se sa porodicom seli u Bergen. Njegovo umetničko obrazovanje započinje sa petnaest godina sa dansko-švedskim slikarom, Karl Peter Lehmanom kao učiteljem (1794—1876). Godine 1827. odlazi u Kopenhagen, gde je tri godine studirao na Akademiji, dok su ga finansijske teškoće primorale da se preseli u Kristijaniju (danas Oslo) gde je krenuo da se bavi portretima. Međutim, seli se u Solvorn, Luster, kada je njegov otac postao sudija u tom mestu. Velika inspiracija su mu bile planine, fjordovi i kamenite uvale. Takođe je putovao u Trondhejm, kao i na sever u Bode u potrazi za inspiracijom.
Poznati slikar Dal ga je nagovorio da se preseli u Drezden gde je tri godine studirao. Tu je upoznao kaspara David Fridriha koji je dosta uticao na njegov stil. Zbog povrede oka je morao da se vrati u Norvešku 1839. godine. Pet godina kasnije se seli u Minhen gde ubrzo postaje prepoznat i poznat kao pejzažni slikar, sa mesečinom i obalom kao osnovnim motivima. U Minhenu je radio do svoje smrti 1879. godine.
Bode je bio član Akademije umetnosti u Štokholmu.

## Odabrana dela
- Oslo. National Gallery. Wood at North Kyst
- Oslo. National Gallery. Øen Trænen i Nordland (The island Trænen, Nordland), 1838.
- London. Victoria and Albert Museum.The Wreck[3]
- Munich. Pinakothek. Scene from Norse Mythology
- Stockholm. Nationalmuseum. Ship by Moonlight

## Bibliografija
Knut Ljøgodt . Moonlight Romantic: Knud Baade (1808-1879). . Oslo: Orkana Forlag. 2012. ISBN 978-82-8104-211-7. Недостаје или је празан параметар |title= (помоћ)